# Михаил Желев
Михаил Желев е български лекоатлет.
Състезава се в дисциплината 3000 метра стипълчейз. Най-големият му успех е спечелването на Европейската титла с време 8:25:00 през 1969 г. През същата година е избран и за спортист на годината на България.
Участва 2 пъти в олимпийски игри – на игрите в Мексико през 1968 г. се класира 6-и, а е 12-и на игрите в Мюнхен през 1972 г.
Желев е носител на наградата „Златен шпайк“ за най-добър лекоатлет на Европа и е удостоен със званието „Почетен гражданин на Сливен“.